# Arthroschista tricoloralis
Arthroschista tricoloralis is een vlinder uit de familie van de grasmotten (Crambidae), uit de onderfamilie van de Spilomelinae. De wetenschappelijke naam van deze soort is voor het eerst voorgesteld als Margarodes tricoloralis door Arnold Pagenstecher in een publicatie uit 1888.
De spanwijdte bedraagt ongeveer 3 centimeter.
De soort komt voor in de Filipijnen, Thailand, Singapore, Maleisië, Borneo, Indonesië, Papoea-Nieuw-Guinea en Australië (Queensland).